# الضاعة (الخبت)

تعديل مصدري - تعديل

الضاعة هي إحدى قرى عزلة بني عمارة بمديرية الخبت التابعة لمحافظة المحويت، بلغ تعداد سكانها 386 نسمة حسب تعداد اليمن لعام 2004.